# Santa Maria de Nils

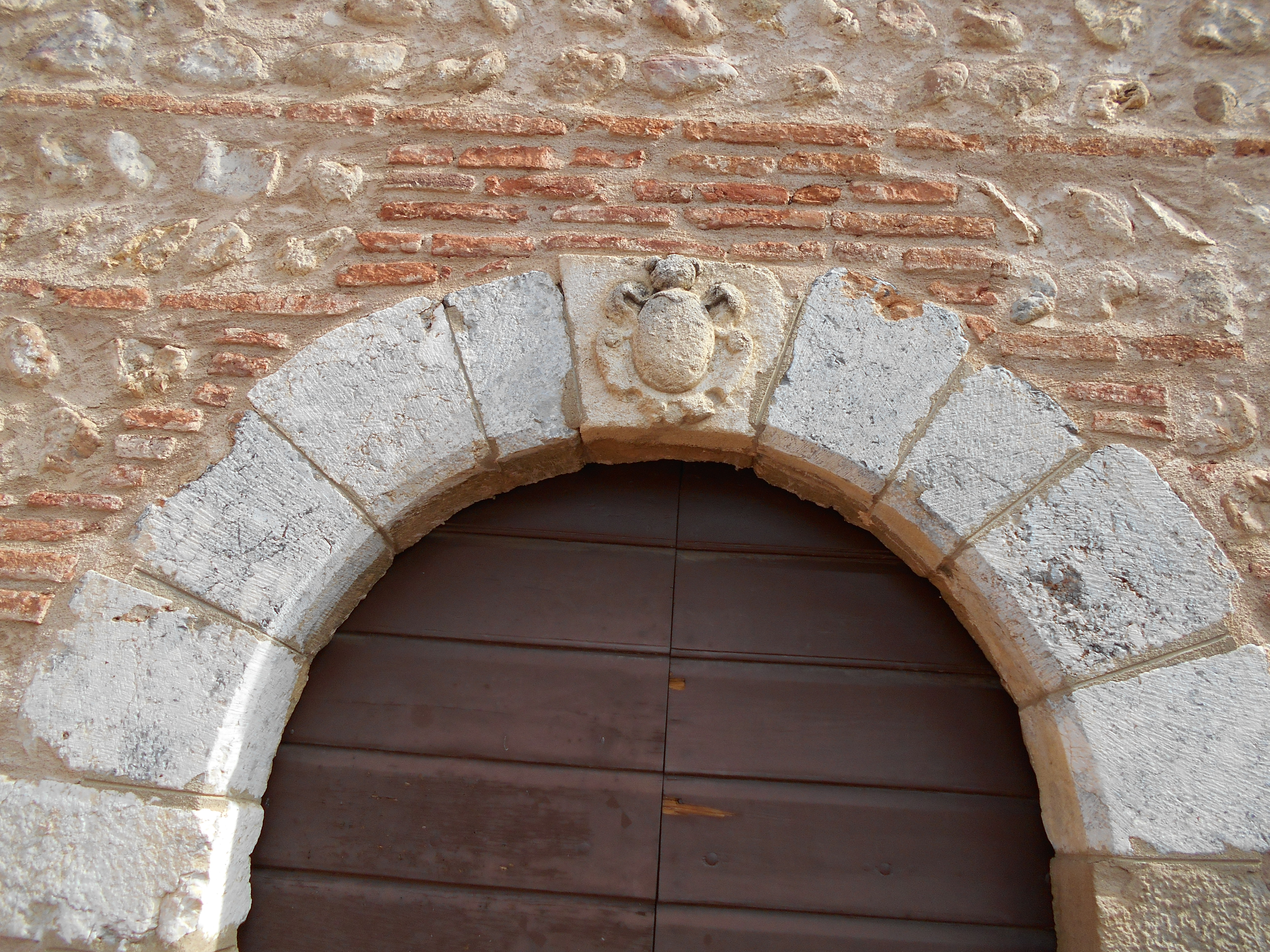
Detall de la façana meridional de Santa Maria de Nyils

Santa Maria de Nils és l'església del poble rossellonès de Nils, dins del terme comunal de Pollestres, a la Catalunya del Nord. És sufragània de la parroquial de Sant Esteve de Pontellà.
Està situada al bell mig de la petita població de Nyils, al carrer de l'Església.

## Història
L'església de Santa Maria és una església moderna, construïda per a substituir l'antiga de Sant Martí, que havia quedat en mal estat.

## Arquitectura

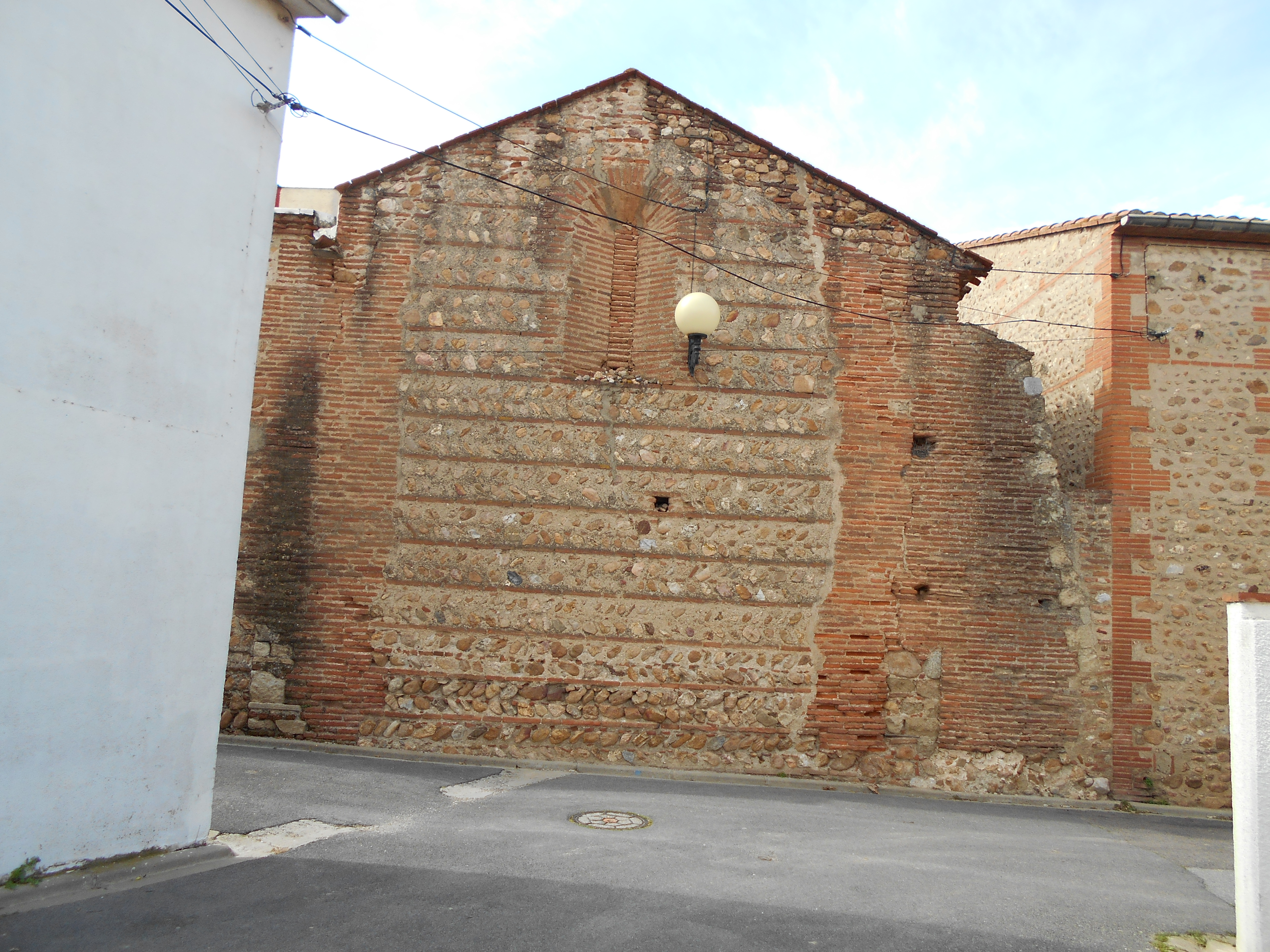
Absis de Santa Maria de Nils

És una església senzilla, d'una sola nau, amb l'absis exteriorment quadrat, que no sobresurt del traçat de la nau. Està construïda majoritàriament de maons.